# کمک خارجی در سیل ۱۳۹۸ جنوب و غرب ایران
کمک خارجی در سیل ۱۳۹۸ جنوب و غرب ایران شامل مجموعه اقلامی بود که توسط دولت‌ها و گروه‌های خارجی ارسال شد و نیز افراد و گروه‌های غیرایرانی که برای کمک در ایران حضور یافتند. این گروه‌ها برای امدادرسانی در مناطق آسیب‌دیده در جریان سیل ۱۳۹۸ جنوب و غرب ایران در اواخر فروردین سال ۱۳۹۸ اتفاق افتاد.

## ارسال اقلام
- اداره ملی مدیریت بحران پاکستان به دستور نخست‌وزیر کشور عمران خان، ۳۲ تن کالاهای امدادی را به ایران ارسال کرد. این محموله شامل ۵۰۰ چادر، ۳۳۰۰ پتو و کیت‌های اورژانس پزشکی بود.[۱][۲]کالاهای امدادی با استفاده از دو هواپیما سی-۱۳۰ منتقل شدند.[۳]
- سفارت فرانسه در ایران اعلام کرد ۱۱۴ پمپ تخلیه آب، ۳۰۰ بسته تجهیزات آشپزی و ۵۰۰۰ پتو را به هلال احمر ایران تحویل خواهد داد. طبق اعلام وزارت خارجه فرانسه همچنین، با ۱۸ تن کمک اضافی شامل ۱۱۴ پمپ تخلیه آب و ۲۱۰ عدد چادر نیز کمک می‌کند.[۴][۵]
- در روز ۱۹ فروردین با حضور رئیس سازمان هلال احمر، سفیر آلمان در ایران و نمایندهٔ صلیب سرخ آلمان، محمولهٔ کمک‌های انسان دوستانهٔ صلیب سرخ آلمان شامل ۴۰ قایق و تجهیزات نجات از سیلاب به هلال احمر ایران تحویل داده شد.[۶]
- در ۲۳ فروردین کاروان جنبش مقاومت اسلامی نجباء عراق برای کمک به ایران جهت مهار سیلاب و کمک به سیل‌زدگان ایرانی، با بیش از ۱۰۰ خودروی سبک و سنگین از مرز مهران وارد ایران شد.[۷][۸] این کاروان دو موکب را به صورت ثابت در خوزستان و دو موکب سیار در خوزستان و لرستان را راه‌اندازی کرد.[۹] همچنین نیروهای بسیج مردمی عراق به همراه بیش از ۱۰۰ دستگاه ماشین آلات راه‌سازی از مرز شلمچه وارد ایران شد تا در ساخت سیل‌بندها کمک کنند. ۲۰ موکب اربعین عراقی نیز با تجهیزات خود به ایران وارد شده و به طبخ غذا برای مردم سیل زده پرداختند. این موکب‌ها بیش از یک ماه در مناطق سیل‌زده حضور خواهند داشت.[۱۰]
- در ۳۱ مارس هلال احمر ترکیه از ارسال ۵ کامیون حامل کمک‌های بشردوستانه برای سیل‌زدگان ایران خبر داد.[۱۱]ترکیه همچنین تیمی از اعضای هلال احمر کشورش را برای ارزیابی نیازها و حمایت از فعالیتهای هلال احمر ایران راهی مناطق سیل زده کرد[۱۲]و اعلام کرد که کمک‌رسانی‌ها ادامه خواهد یافت.[۱۳] در ۲۸ فروردین نیز دومین محموله کمک کشور ترکیه به سیل زدگان شامل ۱۵٫۵ تن چادر، سِت آشپزخانه و پتو از مرز بازرگان وارد ایران شد.[۱۴]
- در ۱۹ فروردین هلال احمر کویت مبلغ ۳۰۰ هزار دلار آمریکا را برای خرید اقلام غذایی و غیر غذایی در محل، همراه با دو محموله ۴۰ و ۳۵ تنی[۱۵] که محموله اول شامل اقلام امدادی، غذایی، دارویی و تجهیزات پزشکی، ۴۰ دستگاه پمپ آب، ۱۶۰۰ بسته غذایی خانوار با وزن هر بسته ۲۳ کیلوگرم برای استفاده و توزیع در استان‌های سیل زده اهدا نموده است.[۱۶]
- وزارت وضعیت‌های اضطراری ارمنستان نیز ۲۵۰ تخته زیرانداز، ۴۰۰۰ تخته پتو و ۴۰ دستگاه چادر را تحویل داده است.[۱۶]
- صندوق توسعه ملی قطر طی بیانیه‌ای اعلام کرد که با همکاری صلیب سرخ جهانی برای ۱۵ هزار نفر از سیل‌زدگان ایران کمک‌های فوری مانند پتو و چادر ارسال کرده‌ایم و این اقدامات تا رفع نیاز سیل‌زدگان ادامه خواهد داشت.[۱۷]
- در روز ۲۸ فروردین با حضور سفیر ایتالیا در تهران، هواپیمای حامل ۴۰ تن اقلام کمک‌رسانی ایتالیا شامل کیت کمک‌های اولیه، کیت بهداشتی، قایق بادی، چادر و ژنراتور به ارزش ۳۲۱ هزار دلار به منظور کمک به سیل زدگان به جمعیت هلال احمر ایران تحویل داده شد.[۱۸]
- هواپیمای هند حامل ۱۸ تن کالای امدادی برای کمک به سیل‌زدگان ایران در ۲۸ فروردین وارد تهران شد. این محموله شامل پتو، کاور پلاستیکی، مواد غذایی کنسرو شده و خشک و چادر می‌باشد.[۱۹]

## حضور گروه‌های داوطلب
گروهی از نیروهای داوطلب در قالب اولین کاروان بسیج مردمی عراق (الحشد الشعبی) با پرچم عراق به استان خوزستان وارد شدند. سپس نیروهایی از جنبش نجباء عراق، حزب‌الله لبنان و اتباع افغانستان و پاکستان وابسته به گردان‌های فاطمیون و زینبیون نیز در مناطق سیل‌زده خوزستان و لرستان حضور یافتند.
این اولین بار پس از انقلاب ۱۳۵۷ ایران است که گروه‌های شبه‌نظامی خارجی علناً با گذر از مرزهای بین‌المللی، اجازه ورود و استقرار در خاک ایران را دارد. این حضور با دعوت قاسم سلیمانی فرمانده نیروی قدس سپاه پاسداران انقلاب اسلامی و با موافقت حکومت ایران برای کمک به امدادرسانی به سیل زدگان انجام شده است. ایرج مسجدی سفیر ایران در عراق نیز اعلام کرد: نیروهای حشد الشعبی، شبه‌نظامیان عراقی تحت حمایت ایران هستند که برای «امدادرسانی» وارد ایران شده‌اند.

### واکنش‌ها
ورود شبه‌نظامیان خارجی به ایران با عنوان «کمک به سیل‌زدگان» با واکنش‌های مختلف مواجه شده است. اعتراض و انتقادات داخلی و خارجی با برداشت‌ها و دلایل متفاوتی از سوی اشخاص و احزاب و سازمان‌ها گوناگون ارائه شده است. در مقابل روزنامه کیهان حضور این نیروها را در جهت کمک رسانی توصیف و از آن حمایت کرد.
چند نماینده مجلس شورای اسلامی ایران اعتراض خود را نسبت به حضور این نیروهای شبه‌نظامی اعلام کردند و آن را در مغایرت با بندهایی از قانون اساسی ایران دانستند.
بهرام پارسایی، نماینده شیراز با نوشتن توئیتی در شبکه اجتماعی توییتر بیان کرد که مرزهای کشور حرمت دارند و حضور نیروی نظامی خارجی حتی به بهانه امداد رسانی قابل قبول نیست و اگر نیروهای نظامی با ماهیت نظامی در ایران مستقر شدند نقض اصل ۱۴۶ قانون اساسی است و اگر هم در قالب همکاری دو کشور عمل می‌شود، باید طبق اصل ۱۲۵ قانون اساسی، توافقنامه آن بعد از تصویب توسط مجلس، با امضای شخص رئیس‌جمهوری ایران اجرا شود.
عبدالکریم حسین‌زاده، نماینده نقده نیز در اقدامی مشابه نوشت: «آیا ارتش و سپاه به اندازه کافی نیرو نداشت؟ آیا فراخوان مردمی دادیم و کسی نیامد که حشد الشعبی و فاطمیون وارد مناطق سیل‌زده شدند؟ گیرم که نیاز بود، چرا بدون اطلاع و مجوز دولت و مجلس؟ در هر صورت اصول ۱۲۵ و ۱۴۶ رعایت نشده و هم وحدت ملی و هم قانون اساسی با یک اقدام نادیده گرفته شدند.»
احزاب و سازمان‌های مخالف نظام جمهوری اسلامی شامل: اتحاد جمهوری‌خواهان ایران، جبهه ملی ایران شاخه (سازمان‌های خارج از کشور)، حزب چپ ایران (فداییان خلق) و همبستگی جمهوری‌خواهان ایران با انتشار بیانیه‌ای ضمن سیاسی خواندن این اقدام، حضور این گروه‌های شبه‌نظامی در ایران را محکوم کردند و خواستار خروج سریع این نیروها از کشور شدند.
چهار حزب و سازمان مذکور از این نیروها با عنوان گروه‌های چریکی نام بردند که ارتکاب جنایت جنگی در سوابق آنان وجود دارد و حضور آنها در ایران را برای تقویت موقعیت داخلی و منطقه‌ای جمهوری اسلامی قلمداد کرده و تهدیدی برای منافع ملی ایران عنوان کردند.
همچنین در متن این بیانیه آمده است: «در شرایطی که جمهوری اسلامی امکان مشارکت مؤثر و داوطلبانه مردم ایران، شخصیت‌های ورزشی و فرهنگی و نیروهای جامعه مدنی را محدود ساخته و حتی برخی از امدادگران را به دلایل واهی بازداشت کرده و در مسیر خدمت رسانی جامعه‌محور برخی از گروه‌های خیریه و امدادی سنگ اندازی می‌کند، چه جای دعوت از گروه‌هایی است که نه تجربه و نه قابلیت خاصی در کمک رسانی دارند!»
رضا پهلوی، ولیعهد پیشین ایران، نیز ضمن انتقاد شدید نسبت به حضور شبه‌نظامیان خارجی در استان‌های سیل‌زده از این نیروها با عنوان تروریست نام برد و اخراج آنان را از ایران خواستار شد و بیان کرد: «... ایران، جای نظامی و شبه‌نظامی و ارتش بیگانه نیست… مردم، مزدوران تروریست را از خاک ایران بیرون می‌کنند.»
مقتدی صدر رهبر ائتلاف السائرون عراق هم با انتقاد از حضور نیروهای حشد الشعبی در سخنانی اظهار داشت که خود مردم عراق بیشتر به این امدادرسانی نیاز دارند و باید به جای کمک به ایران، نیازمندان عراقی در اولویت قرار می‌گرفتند.

## اثر تحریم‌های آمریکا
علی اصغر پیوندی رئیس جمعیت هلال احمر ایران در ۲۴ فروردین گفت که در سیل امسال با وجود کمک‌های غیر نقدی مثل پتو، چادر، ست بهداشتی و … از کشورهای کویت، ترکیه، آذربایجان، فرانسه، آلمان، ارمنستان، پاکستان و …، تا این لحظه با وجود اعلام عددها و ارقام، حتی یک دلار یا یورو کمک خارجی نقدی برای سیل به حساب هلال احمر ایران واریز نشده است. به گفته پیوندی علت این امر بسته بودن سوئیفت و حساب ارزی هلال احمر در اثر تحریم‌ها بوده است.این مسئله همچنین مانع از واریز کمک‌های ایرانیان خارج از کشور و صلیب سرخ جهانی شده است.